# 我輩孤雛
《我輩孤雛》（英語：When We Were Orphans），是诺贝尔文学奖得主石黑一雄的第五本小说，於2000年出版。虽然本书曾獲布克獎提名，但它被认为是石黑一雄最弱的小说之一，石黑一雄本人也承认“这不是我最好的书”。

## 內容
1930年代的英國私家偵探班克斯小時候一家人住在中國上海，父親是秘密出售鴉片的商人。後來雙親離奇失蹤，叔叔接年纪仍小的班克斯回英國。長大後，班克斯決意回上海找尋雙親，重遇昔日的玩伴 – 一個日本人。在他的幫助下，終於知道了真相，也找到了已失憶的母親。

## 外部連結
- Ishiguro takes a literary approach to the detective novel. Interview by Alden Mudge.
- Lynn I. Miller: Kazuo Ishiguro - When we were orphans.  （页面存档备份，存于）
- Brian H. Finney: Figuring the Real: Ishiguro's When we Were Orphans. 2001.  （页面存档备份，存于）